# Paul Lemerle
Paul Lemerle (Parigi, 22 aprile 1903 – Parigi, 17 luglio 1989) è stato uno storico francese specializzato nell'impero bizantino.
Lemerle insegnò all'École française d’Athènes (1931-1941), alla facoltà di lettere all'università della Borgogna a Digione (1942-1947), all'École pratique des hautes études (1947-1967) e al Collège de France (1967-1973). Lemerle fu il fondatore della Association Internationale des Études Byzantines (AIEB).

## Opere
- Le style byzantin. 1943.
- Philippes et la Macédoine orientale à l'époque chrétienne et byzantine. Tesi di dottorato, Parigi, 1945.
- L'émirat d'Aydin, Byzance et l'Occident. 1957.
- Histoire de Byzance. 1960.
- Élèves et professeurs à Constantinople au Xe siècle. 1969.
- Le premier humanisme byzantin. 1971.
- Cinq études sur le XIe siècle Byzantin. 1977.
- Le monde de Byzance. 1978.
- Les plus anciens recueils des miracles de Saint Démétrius et la pénétration des Slaves dans les Balkans. 1979.
- The agrarian history of Byzantium from the origins to the twelfth century. 1979.
- Essais sur le monde byzantin. 1980.